# Грегор Фителберг
Грегор Фителберг (18. октобар 1879 – 10. јун 1953) био је пољски диригент, виолиниста и композитор. Био је члан друштва композитора Млада Пољска и диригент Варшавске филхармоније. Припада плејади највећих диригената Европе, а посебно је познат као диригент модерне пољске музике.

## Каријера
Музички учитељ му је био чувени пољски композитор Зигмунт Носковски. Јако рано је савладао свирање виолине и постао добитник многих престижних награда. Године 1893. добио је велику награду Игнација Падеревског, за сонату за виолину. Награду грофа Замојског добио је 1908. године, за трио за клавир. Исте године постаје диригент Варшавске филхармоније, а 1912. и диригент бечке Државне опере. У Бечу ће остати годину дана, након чега се враћа у Варшаву.
У периоду од 1911. до 1921. године управљаће Царском опером у Москви и Петрограду и великим симфонијским концертима. У исто време учествовао је у славној балетској трупи Дјагиљева. Био је и члан друштва композитора, под именом Млада Пољска, чији су чланови и оснивачи били и Карол Шимановски, Ружички и други.

## Дела
Нека од дела Грегора Фителберга:
- Трио за клавир Ф-мол (1901)
- Симфонија у Е-молу (1905)
- Песма сокола (1906)
- Пољска рапсодија
- Свита за виолину Ф-дур
- Обрадио је и инструментирао поему Епизода са маскенбала